# Большой Сабск
Большо́й Сабск — деревня в Волосовском районе Ленинградской области. Административный центр Сабского сельского поселения.

## История
На карте Ингерманландии А. И. Бергенгейма, составленной по шведским материалам 1676 года, упоминается деревня Sapska.
На шведской «Генеральной карте провинции Ингерманландии» 1704 года она обозначена как Sapsko.
Как деревня Сапшо она обозначена на «Географическом чертеже Ижорской земли» Адриана Шонбека 1705 года.

САПСКО — деревня, принадлежит её величеству, число жителей по ревизии: 38 м. п., 34 ж. п. (1838 год)

Согласно карте Ф. Ф. Шуберта в 1844 году деревня Сапска насчитывала 32 крестьянских двора.

САБСКО — деревня ротмистра Сахарова, 10 вёрст по почтовой, а остальное по просёлочной дороге, число дворов — 31, число душ — 115 м. п. (1856 год) 

САБСКО — деревня владельческая при реке Луге, число дворов — 32, число жителей: 122 м. п., 149 ж. п.;
Часовня православная.  (1862 год)

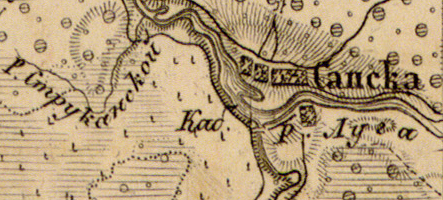
Деревня Большой Сабск на карте 1863 года

Как деревня Сапска она упоминается карте из «Исторического атласа Санкт-Петербургской Губернии» 1863 года.
Сборник Центрального статистического комитета описывал её так:

САБСКА (САПСКА) — деревня бывшая владельческая при реке Луге, дворов — 47, жителей — 282; Лавка.  (1885 год)

В конце XIX — начале XX века деревня административно относилась к Редкинской волости 1-го стана Ямбургского уезда Санкт-Петербургской губернии.
С 1917 по 1924 год деревня Большой Сабск входила в состав Больше-Сабского сельсовета Редкинской волости Кингисеппского уезда.
С 1924 года в составе Сабского сельсовета.
Согласно данным переписи населения СССР 1926 года в деревне Сабск Большой проживали 219 человек, все русские.
С февраля 1927 года в составе Молосковицкой волости. С августа 1927 года в составе Осьминского района.
По данным 1933 года деревня называлась Большой Сабск и являлась административным центром Сабского сельсовета Осьминского района в который входили 4 населённых пункта: деревни Большой Сабск, Малый Сабск, Лычно, Редежи, общей численностью населения 689 человек.
По данным 1936 года в состав Сабского сельсовета входили 5 населённых пунктов, 135 хозяйств и 5 колхозов.

Деревня Большой Сабск на карте 1940 года

Согласно топографической карте РККА 1940 года деревня насчитывала 45 дворов, в центре деревни находилась часовня, в деревне располагался сельсовет.
В годы Великой Отечественной войны в районе Большого Сабска проходили ожесточённые бои. В июле 1941 года курсанты пехотного училища имени С. М. Кирова и артиллерийского училища имени Красного Октября в течение месяца держали оборону, нанося большой урон врагу.
Деревня была освобождена от немецко-фашистских оккупантов 31 января 1944 года.
С 1961 года деревня Большой Сабск находилась в составе Волосовского района.
С 1963 года в составе Кингисеппского района.
С 1965 года вновь в составе Волосовского района. В 1965 году население деревни Большой Сабск составляло 223 человека.
По данным 1966 и 1973 годов деревня Большой Сабск также находилась в составе Сабского сельсовета и являлась его административным центром. В деревне располагалась центральная усадьба совхоза «Волна».
По данным 1990 года в деревне Большой Сабск проживали 1251 человек. Деревня также являлась административным центром Сабского сельсовета в который входили 13 населённых пунктов: деревни Большой Сабск, Волна, Вязок, Извоз, Изори, Максимовка, Малый Сабск, Мышкино, Редежа, Редкино, Слепино, Устье, Язвище, общей численностью населения 1540 человек.
В 1997 году в деревне проживали 1368 человек, в 2002 году — 1262 человека (русские — 90 %), в 2007 году — 1313, в 2010 году — 1400 человек.

## География
Расположена в юго-западной части района на автодороге 41А-186 (Толмачёво — автодорога «Нарва»).
Расстояние до районного центра — 65 км.
Расстояние до ближайшей железнодорожной станции Молосковицы — 40 км.
Деревня находится на правом берегу реки Луга, напротив места впадения в неё реки Саба.

## Демография
| 1838  | 1862  | 1885  | 1990  | 1997  | 2002  | 2007  |
| ----- | ----- | ----- | ----- | ----- | ----- | ----- |
| 72    | ↗271  | ↗282  | ↗1251 | ↗1368 | ↘1262 | ↗1313 |
| 2010  | 2014  | 2017  |       |       |       |       |
| ↗1400 | ↗1411 | ↗1511 |       |       |       |       |

### Национальный состав
Согласно данным Всероссийской переписи населения 2021 года в деревне проживали 1207 человек, из них:
 русские — 1117, украинцы — 10, татары — 8, азербайджанцы — 5, киргизы — 4, узбеки — 4, армяне — 3, молдаване — 3, белорусы — 2, коми-пермяки — 2, кумыки — 2, латыши — 2, таджики — 2, цыгане — 2, башкиры — 1, карелы — 1, корейцы — 1, удмурты — 1, чуваши — 1, другие национальности — 2 человека, остальные национальность не указали.

## Экономика
В деревне расположено сельскохозяйственное предприятие ЗАО «Волна», которое специализируется на производстве мяса крупного рогатого скота, картофеля, овощей на открытом грунте.
Подача электроэнергии обеспечивается подстанцией электросети.
Ремонтом дорог занимается ДРУ-1 Волосовского ДРСУ.
Банковские услуги в деревне предоставляет операционная касса № 1895/0837 Северо-западного банка Сбербанка России
Услуги связи предоставлет отделение Почты России, индекс 188444.

## Транспорт
Автобусное сообщение в деревне представлено двумя маршрутами:
- № 48 Волосово — Большой Сабск (1 рейс в сутки)
- № 48А Волосово — Большой Сабск (через Лемовжу, 1 рейс в сутки)

## Образование и здравоохранение
В деревне располагаются:
- МОУ «Детский сад №19»
- МОУ «Сабская средняя общеобразовательная школа»
- амбулатория с аптекой

## Инфраструктура
В деревне есть 6 пятиэтажных домов и 3 двухэтажных дома, а также индивидуальная застройка.

## Достопримечательности
В деревне расположены:
- «Музей истории школы» (расположен в МОУ «Сабская СОШ»)
- Историко-краеведческий музей, основной экспонат которого — диорама Лужского рубежа во время Великой Отечественной войны; также в музее много других экспонатов, посвящённых Великой Отечественной войне и СССР, есть картины;
- Часовня Николая Чудотворца;[30]
- Памятник лётчикам времён Великой Отечественной войны, установлен на месте захоронения экипажа самолета ДБ-3Ф 22-го дальнебомбардировочного авиаполка 51-й дальнебомбардировочной авиадивизии[31];
- Мемориальный комплекс, в который входят: обелиск курсантам ленинградских военных училищ, сохранённый участок линии обороны, памятник и братские могилы. На гранитном обелиске высечена надпись: «Здесь на подступах к Ленинграду в июле — августе 1941 года вели ожесточённые бои с врагом курсанты и офицеры Ленинградских Краснознамённых училищ имени С. М. Кирова и имени Красного Октября и в течение месяца сдерживали рвавшихся к городу Ленина немецко-фашистских захватчиков».
- Памятник природы «Сабские пороги»

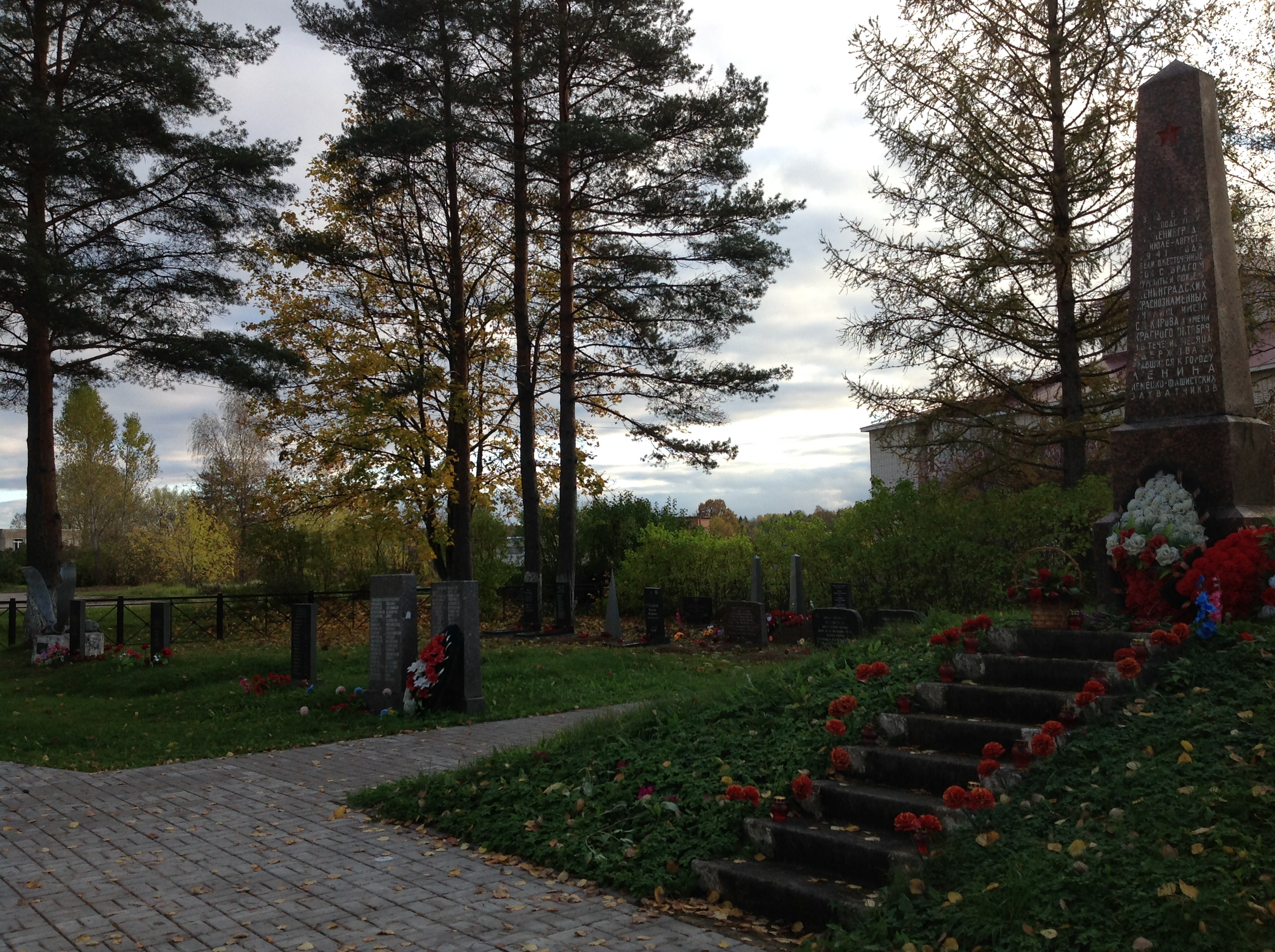
Мемориальный комплекс
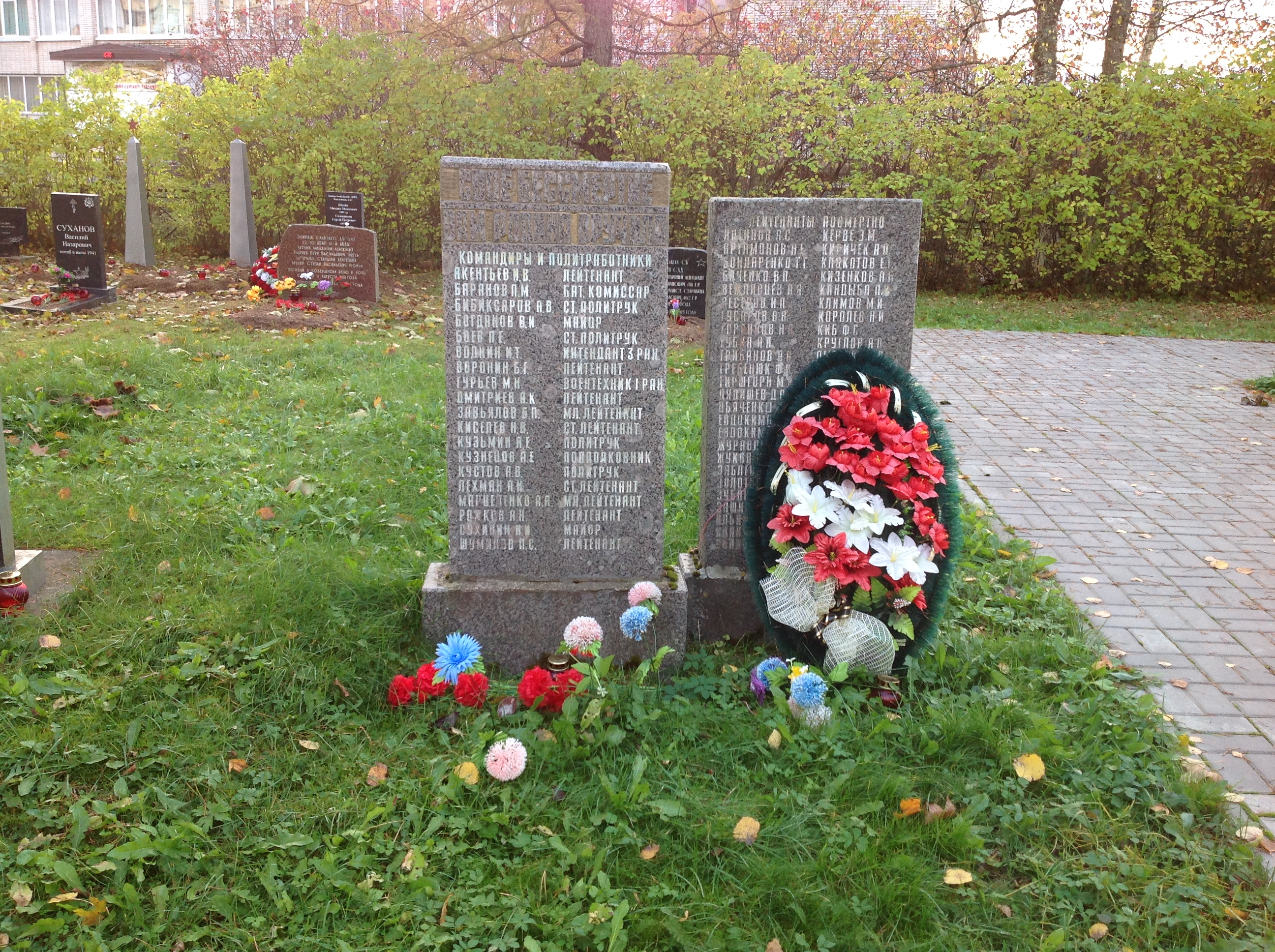
Братская могила политработников
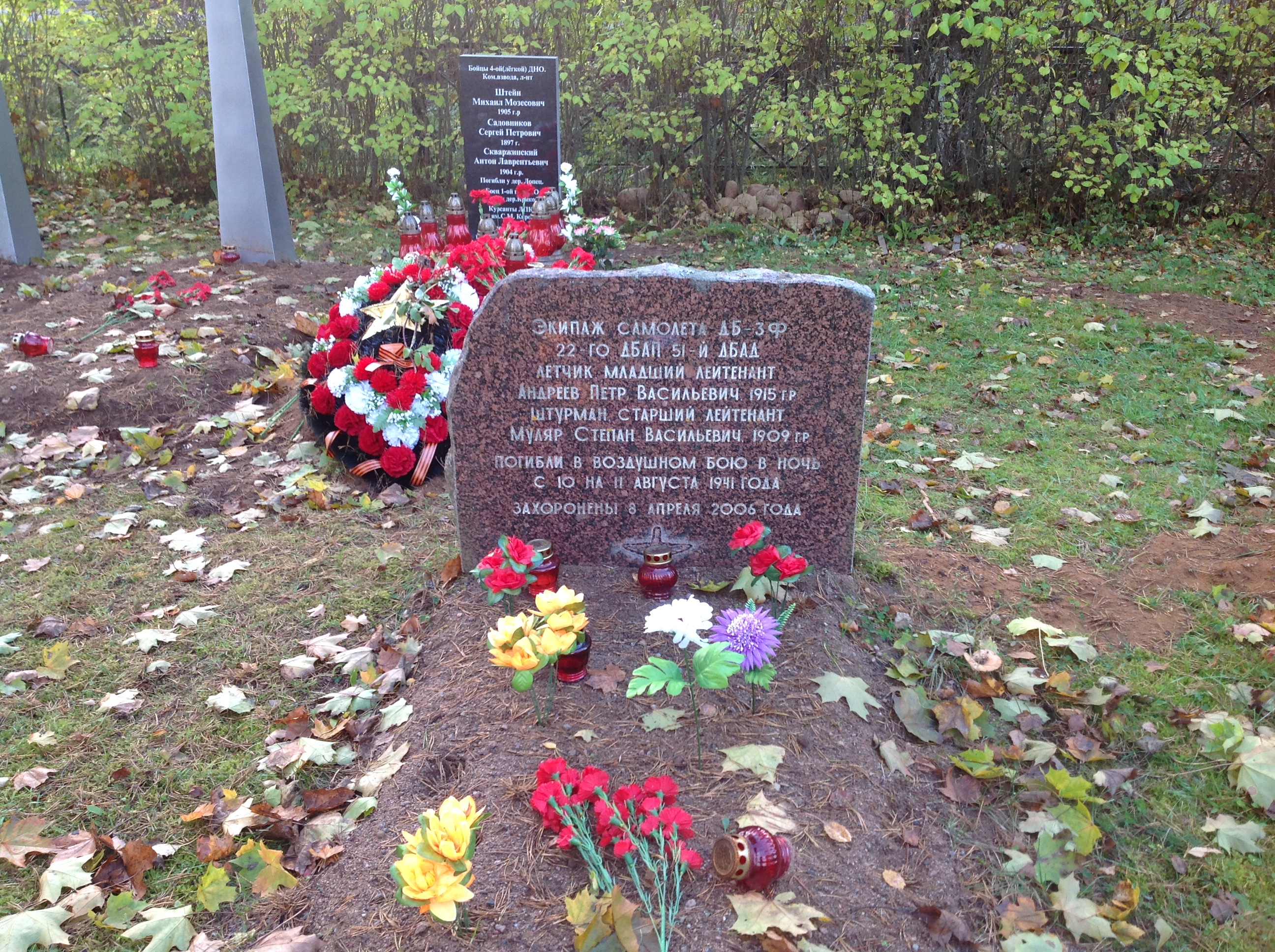
Братская могила участников обороны Ленинграда
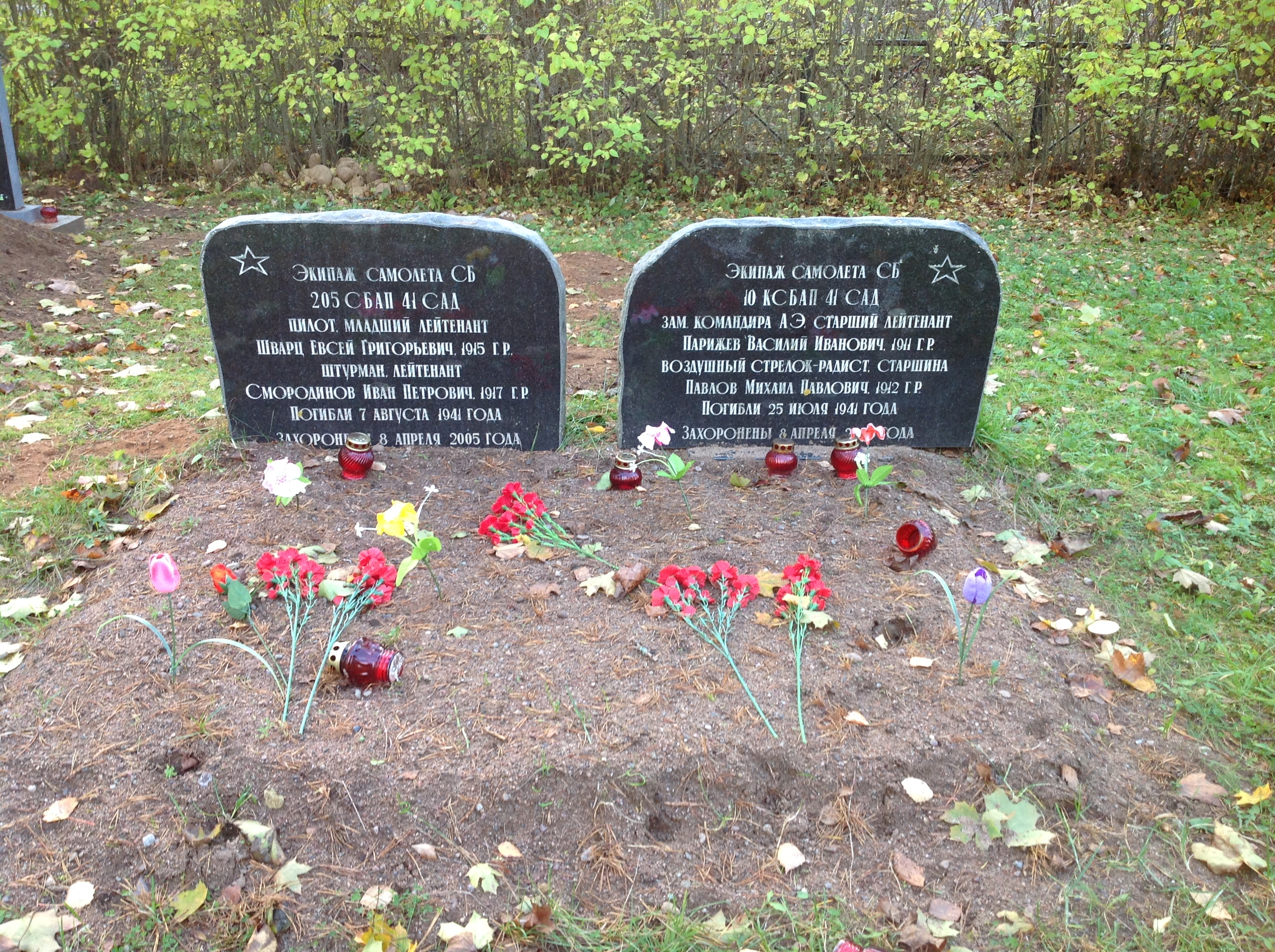
Братская могила лётчиков

## Улицы
Благодатная, Дачная, Курсантов Кировцев, Молодёжная, Полевая, Речная, Садовая, Сиреневая, Солнечная, Сосновая, Счастливая, Цветочная.

## Садоводства
Волна, Заречье.